# DLR Band
DLR Band peti je (LP) studijski album američkog rock vokala i nekadašnjeg frontmena grupe Van Halen, Davida Lee Rotha koji izlazi u lipnju 1998.g.

## Popis pjesama
1. "Slam Dunk!" (David Lee Roth, John Lowery, Bob Marlette)
2. "Blacklight" (Roth, Lowery, Marlette)
3. "Counter-Blast" (Roth, Lowery, Marlette)
4. "Lose the Dress (Keep The Shoes)" (Roth, Terry Kilgore)
5. "Little Texas" (Roth, Lowery, Marlette)
6. "King of the Hill" (Roth, Mike Hartman)
7. "Going Places" (Roth, Kilgore)
8. "Wa Wa Zat!!" (Roth, Lowery, Marlette)
9. "Relentless" (Roth, Lowery, Marlette)
10. "Indeedido" (Roth, Hartman)
11. "Right Tool for the Job" (Roth, Kilgore)
12. "Tight" (Roth, Kilgore)
13. "Weekend With the Babysitter" (Roth, Lowery, Marlette)
14. "Black Sand" (Roth, Kilgore)

## Popis izvođača
- David Lee Roth - Harmonika, Vokal
- B'urbon Bob - Bas gitara
- Mike Hartman - Gitara
- Terry Kilgore - Klavijature, Gitara
- Tom Lilly - Bas gitara
- John Lowery - Gitara
- Ray Luzier - Bubnjevi
- Erich Gobel - Asistent aranžera
- Kendall Johnson - Direktor dizajna
- Kieren McClelland - Mastering
- Michael Migliozzi - Direktor dizajna
- Erwin Musper - Aranžer, Mastering, Miksanje
- Bunny Yeager - Fotografija